# Ipos: Book of Angels Volume 14
Ipos: Book of Angels Volume 14 es un álbum con composiciones de John Zorn interpretadas por Dreamers. Es el volumen 14 del segundo libro Masada, The Book of Angels.

## Recepción
Fred Kaplan de la revista Stereophile declaró: "Ipos es un bicho raro en la obra de Zorn, pero es completamente atractivo al instante. La estrella del álbum es Ribot, rasgueando y tocando su guitarra en un estilo hawaiano que suena más como el rock hip-retro de los Lounge Lizards (no es una coincidencia, como Ribot alguna vez tocó en ese grupo), alternando con melodías casi minimalistas que, a diferencia mucho en el género, es realmente fascinante. Es un disco que te mantendrá bailando con la cabeza y en el piso". Mark Shikuma reseñó el álbum y anotó: "Zorn ha presentado su disco de rock más valorable hasta la fecha, proporcionando una excelente estrella principal en las bandas sonoras del verano. Ipos, como resultado, es otra adición impresionante al catálogo épico que Zorn ha acumulado en relativamente poco tiempo. Con la serie "Masada" ha encontrado una multitud de enfoques en la deconstrucción de canciones populares judías, constantemente uniendo diferentes formaciones, por lo que Zorn nunca parece estar rehaciendo ideas viejas". El Free Jazz Collective señaló: "Las composiciones son frescas, las melodías fáciles para el oído, el toque nítido... y los ritmos, bueno, los ritmos... son magníficos como siempre, poniéndote en todo tipo de estados de ánimo e inclinaciones para bailar, a pesar de los matices oscuros de la música."

## Lista de pistas
Todas las  composiciones por John Zorn
1. "Tirtael" – 3:55
2. "Hashul" – 3:51
3. "Galizur" – 7:33
4. "Oriel" – 5:28
5. "Zavebe" – 4:40
6. "Qalbam" – 8:02
7. "Hagai" – 4:15
8. "Zortek" – 5:35
9. "Ezriel" – 7:26
10. "Kutiel" – 3:36

## Integrantes / Intérpretes
- Marc Ribot – guitarra
- Jamie Saft – teclados
- Kenny Wollesen – vibráfono
- Trevor Dunn – bajo eléctrico
- Joey Barón – batería
- Cyro Baptista – percusiones